# 海詹普群島
海詹普群島（英語：Highjump Archipelago）是南極洲的群島，位於埃爾斯沃思地，處於邦傑山脈以北，長約90公里、寬9至28公里，根據美國海軍拍攝的空中照片繪入地圖，現時由南極條約體系管理。

## 外部連結
. . United States Geological Survey.   [2012-06-16].
66°5′S 101°0′E / 66.083°S 101.000°E